# Cubanelle Sweet
Cubanelle sweet è una cultivar di peperoncino della specie Capsicum annuum originaria degli Stati Uniti d'America.

## Caratteristiche
I frutti, di scarsa piccantezza, sono inizialmente verdi e successivamente dapprima gialli, poi arancioni, per divenire rossi a maturazione.